# Zrostniczek zielony
Zrostniczek zielony (Zygodon viridissimus (Dicks.) Brid.) – gatunek mchu należący do rodziny szurpkowatych (Orthotrichaceae).

## Rozmieszczenie geograficzne
Występuje na niżu i w niższych partiach gór. W Polsce stwierdzany na Górnym Śląsku, w ziemi lubuskiej, na Pomorzu i w Tatrach. Gatunek rzadki.

## Morfologia
Darnie zbite, niskie. Młode darnie żywozielone, starsze żółtozielone. Łodygi o wys. 1–2 cm, w dole okryte brunatnymi chwytnikami. Liście lancetowate, całobrzegie, o dług. 1–2 mm, szer. 0,2 mm, w stanie suchym lekko kędzierzawe. W kątach liści liczne, elipsoidalne, brązowe rozmnóżki. Sporogony w Polsce tworzone są rzadko. Seta żółtawa, o dług. ok. 0,5 cm. Puszka podłużnie owalna, z 8 bruzdami, bez perystomu.

## Ekologia
Żyje na korze drzew liściastych (dąb, buk, brzoza, wiąz, topola czarna), rzadko na kamieniach.

## Ochrona
Roślina objęta w Polsce ścisłą ochroną gatunkową od 2004 roku.